# Самакува, Исайаш
Исайаш Энрикеш Нгола Самакува (порт. Isaías Henriques N'gola Samakuva; 8 июля 1946, Кунже, провинция Бие) — ангольский политик, военный и дипломат. Участник гражданской войны, преемник Жонаша Савимби во главе УНИТА. Председатель партии УНИТА в 2002—2019. Депутат парламента Анголы.

## В окружении Савимби
Окончил техническое училище в Уамбо. Преподавал в евангелической миссии, был профессором протестантской семинарии, евангелическим пастором. Вступил в УНИТА в 1974 году. В переходном правительстве периода деколонизации занимал должность в министерстве труда.
Будучи убеждённым антимарксистом и антикоммунистом, в 1976 году Самакува оставил правительственную службу МПЛА и перебрался на базу УНИТА. Возглавлял штабную команду в одном из повстанческих округов. В 1977—1978 командовал формированиями УНИТА в провинции Уамбо, в 1978—1979 координировал транспортную систему и командовал Южным фронтом УНИТА.
С 1979 на дипломатической службе УНИТА. Представлял Жонаса Савимби в ЮАР (важнейшая функция, учитывая активное военное сотрудничество между ЮАР и УНИТА). С 1984 — член стратегического оперативного командования УНИТА, заместитель начальника дипломатической службы. С 1986 — начальник канцелярии Савимби.
В 1989—1995 — представитель УНИТА в Западной Европе. После резни Хэллоуин в 1992 занял жёсткую позицию в отношении властей МПЛА. Однако в 1993—1994 участвовал в подготовке Лусакских мирных соглашений. После подписания Лусакского протокола Самакува эволюционировал к компромиссной позиции.
Много времени Самакува проводил на переговорах с руководством МПЛА в Луанде, где иногда находил взаимопонимание лучше, чем с окружением Савимби. На съезде УНИТА 1995 года в Баилундо он убеждал Савимби продолжать мирный процесс. С 1998 вновь на дипломатической службе УНИТА в Европе.

## Легализация, эволюция, спад
После гибели Жонаса Савимби 22 февраля 2002 года и смерти его непосредственного преемника Антониу Дембу (начало марта 2002) Самакува вернулся в Анголу. Он принял участие в переговорах с правительством душ Сантуша, которые от лица УНИТА вёл Паулу Лукамба. Результатом стал апрельский меморандум о прекращении войны.
На съезде 2003 года, первом после легализации УНИТА, Самакува был избран председателем партии, опередив Лукамбу. Идеология и программа УНИТА при Самакуве заметно эволюционировала вправо по сравнению с афросоциалистическими воззрениями Савимби.
Первые годы лидерства Самакувы ознаменовались резким падением влияния и популярности УНИТА. Сказывалось и общее впечатление поражения в гражданской войне, и отсутствие лидерской харизмы, особенно заметное на фоне Савимби. На парламентских выборах 2008 года партия получила немногим более 10 % голосов (в 1992 — более 34 %, а Савимби как кандидат в президенты — более 40 %). Несмотря на сомнения в объявленных результатах, Самакува от имени партии признал итоги выборов.
Радикальное крыло УНИТА во главе с Абелем Шивукувуку подвергло Самакуву резкой критике. Он заявил о готовности уйти в отставку, однако большинство делегатов партийного съезда выразило ему доверие.

## Лидер оппозиционной партии

### Внутрипартийные противоречия
Главной своей задачей Самакува считает недопущение очередной резни и возобновления гражданской войны. Исходя из этого, УНИТА как единая организация не подключилась к молодёжным волнениям 2011 года, начавшимся под влиянием Арабской весны (Самакува охарактеризовал эти демонстрации как «ловушку», подстроенную властями), ни к уличным беспорядкам в Луанде мая 2012 года.
Недовольная такой позицией группа Шивукувуку весной 2012 года вышла из УНИТА, создав более радикальную партию КАСА. В самой УНИТА Самакуву критикует радикальные продолжатели традиции Савимби, во главе которого стоит авторитетный повстанческий генерал, депутат ангольского парламента Абилио Камалата Нума.

### Структура и политика
Исайаш Самакува продемонстрировал способность эффективно контролировать ситуацию в партии. Важными организационными опорами стали для него местные организации УНИТА (секретарь — Рафаэл Савимби-младший), партийные массовые движения, прежде всего женское (председатель — Элена Бонгуэла Абел) и партийная служба безопасности (руководитель — Адриано Абел Сапинала, впоследствии провинциальный секретарь в Бенгеле). В плане жёсткого стиля руководства некоторые наблюдатели даже сравнивали Самакуву с Савимби-старшим (несмотря на очевидное преувеличение).
В 2012 году Самакува провёл энергичную предвыборную кампанию. Поддержка УНИТА возросла до 18 %, фракция в Национальной ассамблее увеличилась с 16 до 32 депутатов. Однако режим душ Сантуша исключал реальное влияние оппозиции на политический процесс. Бывшее повстанческое движение Жонаса Савимби, ставшее партией Исайаша Самакувы, в значительной степени выполняла роль демократического фасада.
10 декабря 2013 года Исайаш Самакува от имени УНИТА подписал вместе с другими оппозиционными лидерами Политическую декларацию прав человека в Анголе, содержащую жёсткую критику МПЛА. Через несколько дней увидела свет книга Paz, Liberdade e Democracia — O pensamento Político de Isaías Samakuva («Мир, свобода и демократия — Политическая мысль Исайаша Самакувы»). Представители МПЛА демонстративно проигнорировали презентацию.
В 2014—2016 годах заметно осложнилось социально-экономическое положение Анголы и обострилась политическая ситуация. На этом фоне позиция Исайаша Самакувы значительно радикализировалась. Противостояние МПЛА со стороны УНИТА резко ужесточилось. Это совпало с решением президента душ Сантуша передать функции главы государства преемнику Жуану Лоуренсу.

### Выборы 2017
Парламентские выборы 23 августа 2017 года продемонстрировали значительный рост популярности УНИТА. Партию поддеражли более 1,8 миллиона избирателей — 26,7 %. Парламентское представительства УНИТА возросло до 51 депутата. В то же время Самакува в первом послевыборном заявлении поставил под сомнение достоверность объявленных результатов и дал понять, что УНИТА может оспорить итоги, если сочтёт их фальсифицированными.
В середине сентября Исайаш Самакува заявил о намерении к концу 2017 года уйти в отставку с поста председателя УНИТА. Значительная часть аппарата выступила против отставки Самакувы. С другой стороны, стали обсуждаться кандидатуры преемников, были названы имена Адалберту Кошты Жуниора, Паулу Лукамбы, Рафаэла Савимби-младшего, Раула Данды.
18 октября 2017 Исайаш Самакува встретился с Жуаном Лоуренсу. Глава государства и лидер оппозиции обсуждали вопросы преодоления политической нетерпимости и совместного укрепления государства.

## Отставка
В ноябре 2019 состоял очередной (XIII) съезд партии УНИТА. Исайаш Самакува не баллотировался на высший партийный пост. Новым председателем был избран Адалберту Кошта Жуниор. 
Комментаторы расценили смену руководства УНИТА как следствие ухода Жозе Эдуарду душ Сантуша с поста главы государства. Оппозиционная политика Самакувы строилась именно на критике душ Сантуша, прежде всего на разоблачении его клановой коррупции и авторитарного правления. Новый президент Жуан Лоренсу сам повёл антикоррупционную кампанию и заговорил о демократизации политической системы. Это потребовало от оппозиции иных подходов, что и отразилось в партийном решении.

## Частная жизнь
Исайаш Самакува женат, имеет пятерых детей. Свободное время посвящает чтению. Любит слушать Дайану Росс, особенно песню Endless Love.